# Устаревший человек
«Устаревший человек» (англ. The Obsolete Man) — двадцать девятый эпизод второго сезона американского телесериала-антологии «Сумеречная зона». 65-й эпизод по счету от первой серии первого сезона. Был впервые показан в эфире телеканала CBS 2 июня 1961 года. Режиссёр эпизода — Эллиот Силверштейн, сценарий написан создателем сериала Родом Серлингом.

## Сюжет
В начале эпизода появляется рассказчик, роль которого исполняет создатель сериала Род Серлинг и произносит вступительный монолог:
Вы входите в эту комнату на свой страх и риск, потому что она ведёт в будущее, не в то будущее которое обязательно будет, а в то будущее которое может быть. Это не новый мир, это просто расширенная версия старого. Он меняется после каждого диктатора, который хотя бы раз оставлял след своего сапога на страницах истории от начала времён. Этот мир более утончён, технически развит и использует более сложный подход к уничтожению человеческой свободы. Но как и у любой сверхдержавы, из тех что были до этого, здесь есть одно железное правило: логика — враг, а правда — угроза. Это мистер Ромни Вордсворт, у него осталось только сорок восемь часов пребывания на земле, он гражданин страны, но скоро он должен быть ликвидирован. Потому что он человек из плоти и крови, и у него есть разум. Мистер Ромни Вордсворт который испустит свой последний вздох... в Сумеречной зоне.Оригинальный текст (англ.)You walk into this room at your own risk, because it leads to the future, not a future that will be but one that might be. This is not a new world, it is simply an extension of what began in the old one. It has patterned itself after every dictator who has ever planted the ripping imprint of a boot on the pages of history since the beginning of time. It has refinements, technological advances, and a more sophisticated approach to the destruction of human freedom. But like every one of the super-states that preceded it, it has one iron rule: logic is an enemy and truth is a menace. This is Mr. Romney Wordsworth, in his last forty-eight hours on Earth. He's a citizen of the State but will soon have to be eliminated, because he's built out of flesh and because he has a mind. Mr. Romney Wordsworth, who will draw his last breaths in The Twilight Zone.

Далее следует основной сюжет истории. В тоталитарном государстве будущего Ромни Вордсворта судят за то, что он устарел. Его профессия библиотекаря карается смертью, поскольку государство уничтожило книги. Он верит в Бога, что также является доказательством устаревания, поскольку государство утверждает, что доказало, что Бога не существует. После непродолжительного спора с канцлером, последний признает Вордсворта виновным и приговаривает его к смертной казни, предоставив ему самому выбирать способ казни. Он просит предоставить ему личного палача, который будет единственным, кто будет знать способ его убийства, и чтобы его казнь транслировалась по телевидению по всей стране. Хотя казни, показываемые по телевидению, являются в этом мире обычным явлением, секретный метод казни в высшей степени не ортодоксален; канцлер удовлетворяет оба запроса.
Телевизионная камера установлена в квартире Вордсворта, чтобы транслировать последний час его жизни в прямом эфире на всю страну. Он выбирает в качестве своего палача канцлера, который соглашается на эту необычную просьбу из любопытства и прибывает в квартиру Вордсворта пораньше. Библиотекарь рассказывает, что выбранный им способ казни — это бомба, которая должна взорваться в комнате в полночь. Канцлер выражает одобрение до тех пор, пока Вордсворт не объяснит, что дверь заперта, и канцлер умрёт вместе с ним, предоставив зрителям более интересную смерть, чем его собственная. Он указывает на то, что, поскольку события транслируются в прямом эфире, государство не рискнёт потерять свой статус в глазах народа из-за спасения канцлера. Вордсворт достаёт спрятанный, нелегальный экземпляр библии и спокойно начинает её читать, он читает Псалом 23 и Псалом 59. Спокойное принятие смерти Вордсвортом резко контрастирует с нарастающей паникой канцлера, перед взрывом бомбы. В последнюю минуту канцлер срывается и умоляет отпустить его «во имя Бога». Вордсворт соглашается на эти условия и сразу открывает дверь перед ним. Вордсворт остается, и бомба взрывается, убивая его одного.
Из-за демонстрации трусости и веры в Бога в комнате Вордсворта, канцлера заменяют его собственным подчинённым и объявляют устаревшим. Он жалобно протестует, что он не устарел, и пытается убежать, но его попытки подавляют служители трибунала, которые тут же избивают его до смерти.
В конце эпизода Род Серлинг опять появляется в кадре и произносит заключительный монолог:
Канцлер — бывший Канцлер — был только частично прав. Он действительно устарел. Но так же устарело и государство, сущность, которую он боготворил. Любое государство, любая сущность, любая идеология которая не может распознать важность человека, достоинства, его права… такое государство устарело. Это дело вы найдёте под буквой Ч, на слове Человечество… в Сумеречной зоне.Оригинальный текст (англ.)The chancellor, the late chancellor, was only partly correct. He was obsolete. But so is the State, the entity he worshiped. Any state, any entity, any ideology which fails to recognize the worth, the dignity, the rights of Man...that state is obsolete. A case to be filed under "M" for "Mankind" - in The Twilight Zone

## Команда
| \| Актёр \| Роль \| \| ----------------------- \| --------------- \| \| Бёрджесс Мередит \| Ромни Вордсворт \| \| Фриц Уивер[англ.] \| канцлер \| \| Джосип Элик[англ.] \| подчиненный \| \| Гарри Флир[англ.] \| охранник \| \| Гарольд Инносент[англ.] \| член правления \| \| Бэрри Брукс \| член правления \| \| Джейн Ромейн \| член правления \| \| Род Серлинг \| рассказчик \| | - автор сценария — Род Серлинг - продюсер — Бак Хотон - режиссёр — Эллиот Силверштейн - оператор — Джордж Клеменс - монтаж — Джейсон Х. Берни - художественное оформление — Филип Барбер, Джордж У. Дэвис - ответственные за декорации — Х. Веб Эрроусмит, Генри Грейс - руководитель производства — Ральф В. Нельсон - помощник режиссёра — Э. Даррелл Халленбек - звук — Билл Эдмондсон, Франклин Милтон - музыкальная тема сериал — Мариус Констан - стоковая музыка — Бернард Херрман - производство: Cayuga Productions, CBS Television Network |
| Актёр | Роль |
| Бёрджесс Мередит | Ромни Вордсворт |
| Фриц Уивер | канцлер |
| Джосип Элик | подчиненный |
| Гарри Флир | охранник |
| Гарольд Инносент | член правления |
| Бэрри Брукс | член правления |
| Джейн Ромейн | член правления |
| Род Серлинг | рассказчик |

## Создание

### Сценарий
Сценарий «Устаревшего человека» представляет собой комбинацию двух ранее написанных сценариев. Самый ранний из них относится к началу 1950-х годов, когда Серлинг писал сценарии для радиостанции WLW в Огайо. Там он предложил серию-антологию под названием «Это происходит с вами» (англ. It Happens to You), в которой были представлены истории, чем то напоминающие будущие серии «Сумеречной зоны». Седьмой эпизод под названием «Девятый закон о Рождестве» (англ. Law Nine Concerning Christmas) рассказывал об обществе будущего, где в неназванном городе был принят закон, отменяющий Рождество, буквально закон против Христа. Единственная церковь была закрыта. Мэр города, действуя во многом как канцлер в этом эпизоде «Сумеречной зоны», пытается объяснить людям, почему такой закон был введён в действие. Государство не признавало бога, а значит, и люди тоже не должны. Тем не менее, мэр столкнулся с сопротивлением, толпа собралась у входа в церковь на полуночную мессу в канун Рождества. Осудив каждого из них за преступления против государства, он пытается вынести приговор — пока маленькая девочка по имени Пэт не напоминает мэру, что Христос тоже умер за принципы. Вторым источником для этого эпизода был «Счастливое место» (англ. The Happy Place), часовой пилотный сценарий для «Сумеречной зоны», который ранее был отвергнут телесетью. История о будущем обществе, где люди, достигшие определённого возраста, считались устаревшими — ненужными для продолжения жизни, поэтому правительство их казнило. В итоге Серлинг объединил элементы этих двух сценариев и сформировал один полноценный под названием «Устаревший человек».
Актёр Фриц Уивер вспоминал, что во время работы над серией в лексиконе начала закрепляться фраза «запланированное устаревание» (англ. planned obsolescence); её значение относилось к продуктам, которые производили так, чтобы через определённый срок они изнашивались и их нужно было менять на новые, «это поддерживало экономику». По словам Уивера, «запланированное устаревание считалось очень хорошей вещью. Род подхватил эту идею и сказал: „А что, если это относится к людям?“»
Изначально в сценарии был прописан священник, который должен был прийти в комнату Вордсворта перед казнью, но в итоге Серлинг вырезал его из истории. Появление священника бы мешало представлению безбожного мира будущего.
Сценарий под номером 59 для данного эпизода был написан 15 февраля 1961 года. 25 марта в него были внесены изменения, и эта версия стала финальной.

### Кастинг
Изначально Серлинг хотел взять на главную роль Джозефа Шильдкраута и даже пообещал ему роль в «Устаревшем человеке», но режиссёр Эллиот Силверштейн и продюсер Бак Хотон были против. По их мнению для роли требовался человек с «англосаксонской внешностью», полностью лишенный каких-либо намёков на определённую национальность или расу. 8 марта 1961 года Серлинг даже извинился перед Шильдкраутом за невыполненное обещание, он отправил актёру письмо в котором назвал последнего «одним из лучших талантов за последние пятьдесят лет». В результате на роль был утверждён Бёрджесс Мередит, который ранее уже принимал участие в «Сумеречной зоне». Всего Мередит снялся в четырёх эпизодах сериала: «Теперь времени достаточно», «Сильный мистер Дингл», «Устаревший человек» и «Мальчик на побегушках». Впоследствии Мередит не один раз положительно отзывался о съёмках в сериале: «Каждый эпизод „Сумеречной зоны“, который мы делали, казался очень удачным… Мне больше нигде не давали таких ролей. Это были настоящие жемчужины». После съёмок в сериале Мередит вспоминал о Серлинге исключительно положительно, называя его «очаровательным, сообразительным и тихим». В 1984 году он говорил, что сценарии сериала были «лучшими в его жизни». Фриц Уивер вспоминал о работе с Бёрджессом: «Мне нравилось работать с ним — я думаю, он был великолепен».
По воспоминаниям театрального актёра Фрица Уивера, он находился в Нью-Йорке когда ему позвонил агент и сообщил, что его хотят пригласить в «Сумеречную зону». К тому моменту актёр уже около десяти лет играл на сцене, но ни разу не снимался для телевидения. Его первым появлением в «Сумеречной зоне» был эпизод под названием «Третья от Солнца».

### Съёмки
Репетиции перед съёмками проходили 6 и 7 апреля 1961 года, а сами съёмки заняли три дня, с 10 по 12 апреля. Режиссёр Эллиот Силверштейн получил за съёмки эпизода 1380 долларов, а на весь актёрский состав было потрачено 7865,95 долларов, 3500 из которых получил Бёрджесс Мередит за роль Вордсворта. В общей сложности на создание эпизода ушло 56570,75 долларов. Весь эпизод был снят в пятом павильоне на студии Hal Roach Studios. Декорации интерьера квартиры Вордсворта обошлись всего в 420 долларов. Декорации лестницы и коридора в квартире стоили 880 долларов. Декорации того места где проводилось судебное заседание были самыми дорогими, они стоили 2700 долларов. Экран телевизора установленный в комнате, тот же самый, что был показан в эпизодах «Сильный мистер Дингл» и «Служить человеку».
Режиссёр Эллиот Силверштейн ранее работал в театре, «Устаревший человек» это первый эпизод которой он снял для «Сумеречной зоны». Впоследствии он срежиссировал ещё три эпизода: «Прохожий», «Обмен» и «Минутный порыв». Критик Марк Скотт Зикри говорил, что Силверштейн при работе над своим первым эпизодом в сериале, сразу же придал всему происходящему на экране «уникальную театральность». По словам самого Силверштейна показанное на экране слегка напоминало «некоторые из немецких фильмов двадцатых годов», а также в стиле «декораций присутствовала определённая доля экспрессионизма». Одной из главных декораций было просторное помещение, стены которого были полностью покрыты чёрным бархатом. В центре стоял необычайно длинный стол, в самом конце которого возвышалась высокая кафедра на которой восседал канцлер, другой особенностью этого помещения была высокая дверь, находящаяся прямо посередине стены. Самый сложный элемент данных декораций — это дверь, по словам режиссёра, её было «очень трудно сделать», такую высокую дверь до этого момента ещё «никто не строил для телевидения». Она была 25 футов в высоту, но Силверштейну до этого уже приходилось работать с подобной декорацией в театре. Фриц Уивер назвал Силверштейна «замечательным режиссёром» с «безумно хорошими идеями».
Изначально планировалось, что данный эпизод выйдет в эфир 22 сентября 1961 года, это должен был быть второй эпизод третьего сезона сериала. В итоге планы поменялись и «Устаревший человек» стал заключительным эпизодом во втором сезоне, а изначально планировавшийся вместо него эпизод под названием «В темноте ничего нет» был перенесён в середину третьего сезона.

### Значение
В выпуске журнала Show Business Illustrated от 28 ноября 1961 года Серлинг прокомментировал данный эпизод фразой:
В нашей стране существует склонность к поляризации вещей в черно-белых тонах. Мужчина либо то, либо он то. Он либо коммунист, либо на нашей стороне, и я думаю, что среди либералов верно обратное. Если мужчина оказывается воинственным и яростным антикоммунистом, этот парень подозревается среди либералов. Мне нужно либо лечь в постель с Обществом Джона Бёрча, либо уйти далеко налево, где я тоже не хочу сидеть. Это своего рода дилемма — можно так выразиться — консервативного либерала. Я захотел драматизировать эту проблему.Оригинальный текст (англ.)There’s a propensity in our country to polarize things in black and white concepts. A man is either this or he is that. He’s either a Communist or he’s on our side, and I think the reverse is true amongst liberals. If a man happens to be militantly and vehemently anti-Communist, this guy is suspect amongst the liberals. I’ve either got to climb into bed with the John Birch group, or I’ve got to move far over to the wild left where I don’t want to sit either. It’s kind of a dilemma of the — you might coin a phrase — conservative liberal. I’d like to dramatize this problem.

Так же Серлинг говорил, что у «Устаревшего человека» «очень простой посыл»:
Просто невозможно уничтожить истину, уничтожив печатное слово. Вы не можете унизить человека, уничтожив его. Вы не можете уничтожить веру в Бога указом. И рано или поздно каждая диктатура неизбежно должна пасть, потому что рано или поздно думающие люди с мужеством свергнут её.Оригинальный текст (англ.)It was simply that you cannot destroy truth by destroying the printed word. You cannot undignify man by destroying him. You cannot wipe away a belief in God by an edict. And sooner or later every dictatorship must of necessity fall because sooner or later thinking people with courage will overthrow it.

Фриц Уивер исполнивший роль канцлера говорил, что история рассказанная в данном эпизоде «похожа на фашизм в высшей степени».
9 июля 1961 года преподобный Эббот В. Уитмарш из Первой баптистской церкви в Уэст-Хейвене, штат Коннектикут, написал Серлингу письмо в котором рассказывал, что для многих его прихожан данная серия шоу была основной темой для разговора и попросил копию сценария эпизода для курса «Драма в христианском образовании». 13 июля копия сценария была отправлена преподобному Уитмаршу. Служитель пресвитерианской церкви из штата Флорида обращался к Серлингу с просьбой на разрешение поставить пьесу по данному эпизоду на некоммерческой основе, но ему было отказано из-за протестов некоторых зрителей, которые неверно истолковали посыл серии, считая его пропагандой коммунистических ценностей.

## Критика
Род Серлинг рассказывал, что реакция зрителей на данный эпизод была чрезвычайно сильной. 6 июня 1961 года он заявил, что обратная связь была «четыре к одному в пользу программы». Большую часть негативных отзывов составляли неподписанные открытки, обвинявшие Серлинга в коммунистических взглядах. Одна из таких открыток гласила:
Мы смотрели вашу прокоммунистическую программу. Вы верите в то, что книги могут спасти нас? И Америка, сверхгосударство, должно подвергаться насмешкам со стороны таких дешёвок, как вы и ваши русские приятели? Сейчас вы проповедуете коммунистическую линию, но когда такие патриотические общества, как наше Общество Джона Бёрча, придут к власти, вы узнаете, что такое устаревание!! Ваш Патриот.Оригинальный текст (англ.)We watched your pro-Commy program. Do you believe books can save us? And America the super-state is to be mocked by the cheap likes of you and your Rusky pals? You preach the Commie line now, but when such patriotic societies as our John Birch Society are in power you will find out what obsolescence really is!! Yours, a Patriot.

Директор средней школы Фоллбрука, штат Калифорния писал Серлингу, что по его мнению данная серия «имеет огромные достоинства», она влияет на людей и «заставляет людей думать».
Мартин Грамс-младший автор книги «Сумеречная зона: Приоткрытая дверь в классику телевидения» (англ. The Twilight Zone: Unlocking the Door to a Television Classic) пишет, что в образе канцлера сочетаются отсылки на Гитлера и Сталина, это также выражено в «отрицании Бога» главным антагонистом истории.
Стюарт Стэньярд, автор книги «Измерение позади Сумеречной зоны: За кулисами новаторского телесериала» (англ. Dimensions Behind the Twilight Zone: A Backstage Tribute to Television's Groundbreaking Series) говоря об эпизоде «Устаревший человек», называет его «мощной социальной критикой от Рода Серлинга». Стэньярд отмечает сходство «Устаревшего человека» с романом «1984» Джорджа Оруэлла и называет данный эпизод «прекрасным примером» иронического изображения судьбы человека в «Сумеречной зоне», так же в этом эпизоде наиболее выделяется тема личности отдельного человека.
Дуглас Броуд, автор книги «Род Серлинг и Сумеречная зона: Трибьют к 50-и летию» (англ. Rod Serling and The Twilight Zone: The 50th Anniversary Tribute) пишет что Силверштейн «сознательно позволил себе поддаться влиянию немецких экспрессионистских фильмов Фрица Ланга, в том числе „Метрополис“ (1927) и „М“ (1931)». «Жуткие световые эффекты» использованные в освещении сцены в самом начале эпизода, по мнению автора «наводят на мысль о далёкой галактике», хотя данный эффект не мешает эпизоду быть «метафорой того, кем мы могли бы стать». Броуд сравнивает историю рассказанную в эпизоде с романами-антиутопиями «О дивный новый мир» Олдоса Хаксли, «1984» Джорджа Оруэлла и «451 градус по Фаренгейту» Рэя Брэдбери в котором книги запрещены и правительство так же борется с теми, кто всё ещё читает и подпольно держит у себя дома книги. Серлинг выходит далеко за рамки обычной политики. Прогрессивный в социальных вопросах, он выражает твёрдую веру в то, что мы должны продолжать верить во что-то большее: «Вордсворт и канцлер горячо спорят о ценности чтения, но их голоса никогда не поднимаются до предела, пока не будет затронута духовность», далее «канцлер перефразирует Карла Маркса: „всякая религиозная вера есть не что иное, как опиум для масс.“»

## Влияние
Альбом Extensions (1979) группы The Manhattan Transfer включал в себя два трека под общим названием «Twilight Zone/Twilight Tone», композиция стала довольно успешной и попала в хит-парад Billboard Hot 100. В ней имеются отсылки к нескольким эпизодам «Сумеречной зоны», помимо «Устаревший человек», в песне также упоминаются: «Коренные марсиане, пожалуйста, встаньте», «Последний полёт» и «Кошмар на высоте 20 тысяч футов».